# Хронология вторжения России на Украину (январь 2023)
Данная статья является частью хронологии широкомасштабного вторжения РФ на Украину и описывает события, произошедшие в январе 2023 года.

## Январь

### 1 января

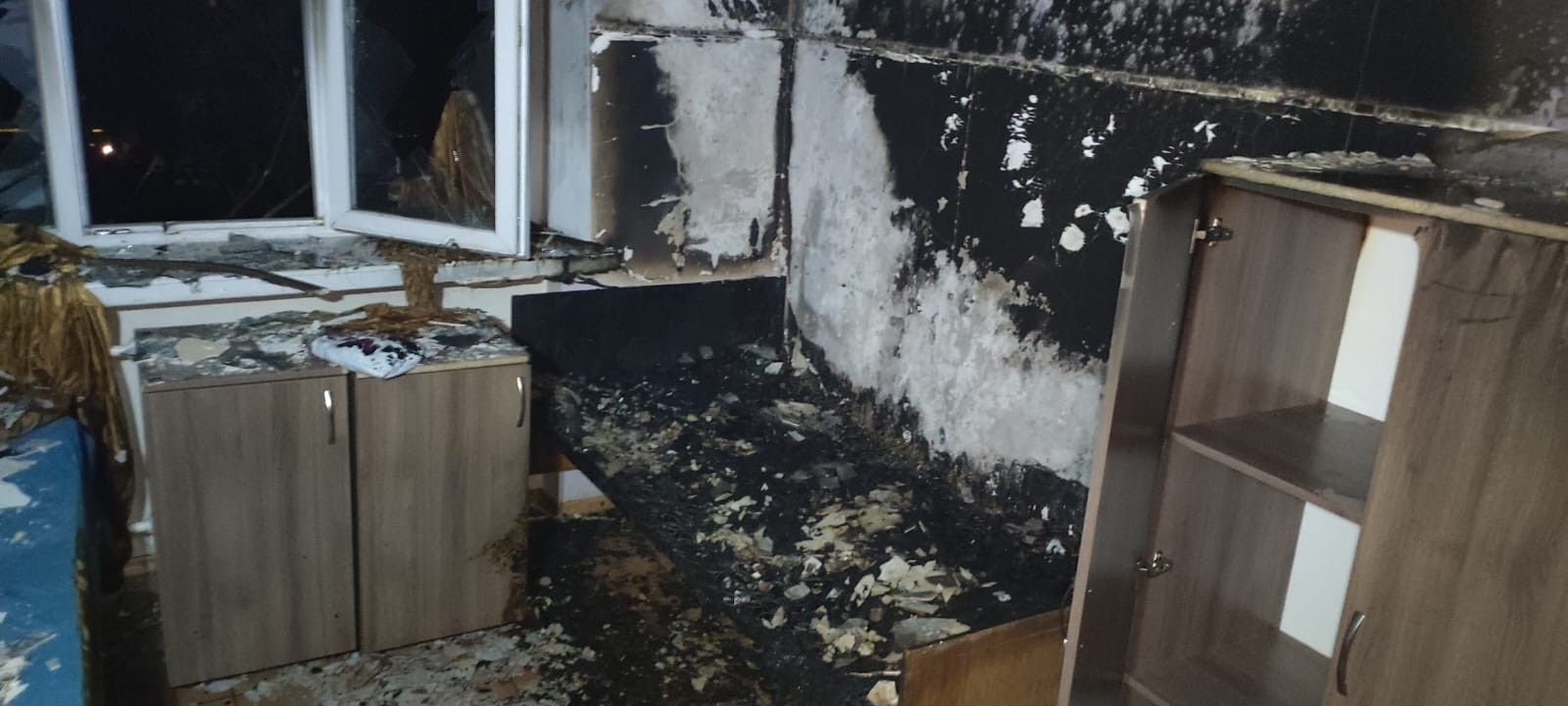
Херсонская детская больница после обстрела в ночь на 1 января

В новогоднюю ночь российская армия нанесла по городам Украины удар иранскими дронами-камикадзе. Воздушные силы Украины сообщают, что все 45 дронов были сбиты; на одном была надпись «С Новым Годом». Основной удар пришёлся на Киев: местные власти сообщают об уничтожении как минимум 32 воздушных целей. Обстрелами Херсонской области повреждён объект критической инфраструктуры (что оставило Херсон и соседние сёла без света), областная детская больница и жилые дома. По данным властей Украины, в результате обстрелов страны новогодней ночью и предыдущим днём погибли не менее 3 и были ранены 50 человек.
В полночь на 1 января украинская армия нанесла удар по лагерю российских солдат в Макеевке, потери от которого могут быть крупнейшими единомоментными потерями российских войск с начала войны (Минобороны России признало 89 погибших, украинская сторона сообщает о сотнях, расследователи издания Idel.Реалии смогли установить 142 имени).

### 2 января
В ночь на 2 января совершена очередная атака на Украину ракетами и дронами. По данным украинских военных и властей, сбиты 39 беспилотников Shahed-131/136, два «Орлан-10» и авиационная ракета Х-59. Над Киевом, по данным местных властей, сбиты как минимум 20 воздушных целей, но оставшиеся повредили несколько объектов энергетической инфраструктуры.

### 6 января
5 января патриарх Кирилл призвал к рождественскому перемирию. Путин поручил Шойгу ввести с 12:00 6 января до 24:00 7 января режим прекращения огня по всей линии фронта. Украинские власти отказались поддерживать предложение.
Во время так называемого «рождественского перемирия», в одностороннем порядке объявленного Кремлём, ЧВК «Вагнер» прорвала оборону украинской армии вокруг Соледара. 6-7 января была занята значительная часть города и совершён обход с севера и юга. Группа Вагнера утверждает, что ведёт наступление самостоятельно, однако в боях замечены части российских ВДВ, которые ранее воевали в Херсонской области, а также танки одной из мотострелковых бригад ВС РФ.

### 8 января
Минобороны РФ отчиталось об «операции возмездия» за удар по лагерю российских солдат в Макеевке, заявив, что ударом по Краматорску были убиты более 600 украинских военных. Журналисты мировых СМИ, побывавшие в городе, никаких следов гибели людей, серьёзных повреждений обстрелянных зданий или явных признаков того, что там жили военные, не обнаружили.
Власти Херсонской области заявили о 77 обстрелах региона за сутки, нацеленных в том числе на жилые кварталы Херсона. В Сумской области сообщили о 144 ударах.
Reuters сообщило, что Россия и Украина провели обмен военнопленными, в результате которого на свободе оказались по 50 солдат с каждой стороны. Министерство обороны России заявило, что 50 вернувшихся российских солдат будут доставлены самолетом в Москву для медицинской и психологической реабилитации. Украина подтвердила эту информацию и заявила, что в рамках сделки Россия освободила 50 украинских военнослужащих.

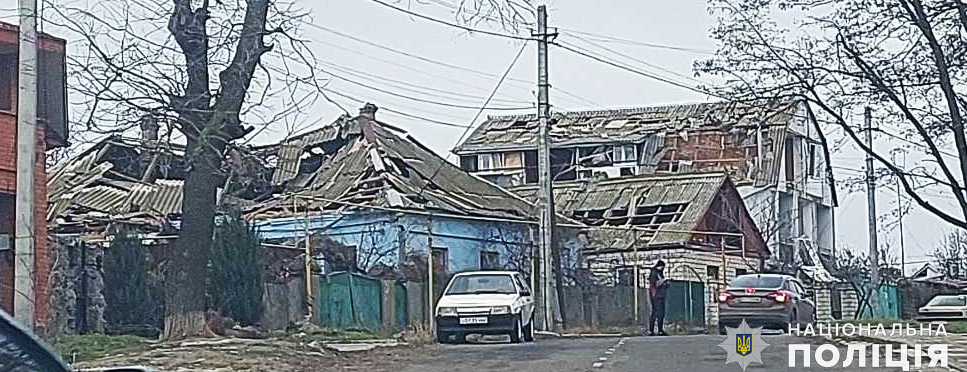
Дома в Очакове после обстрела 9 января

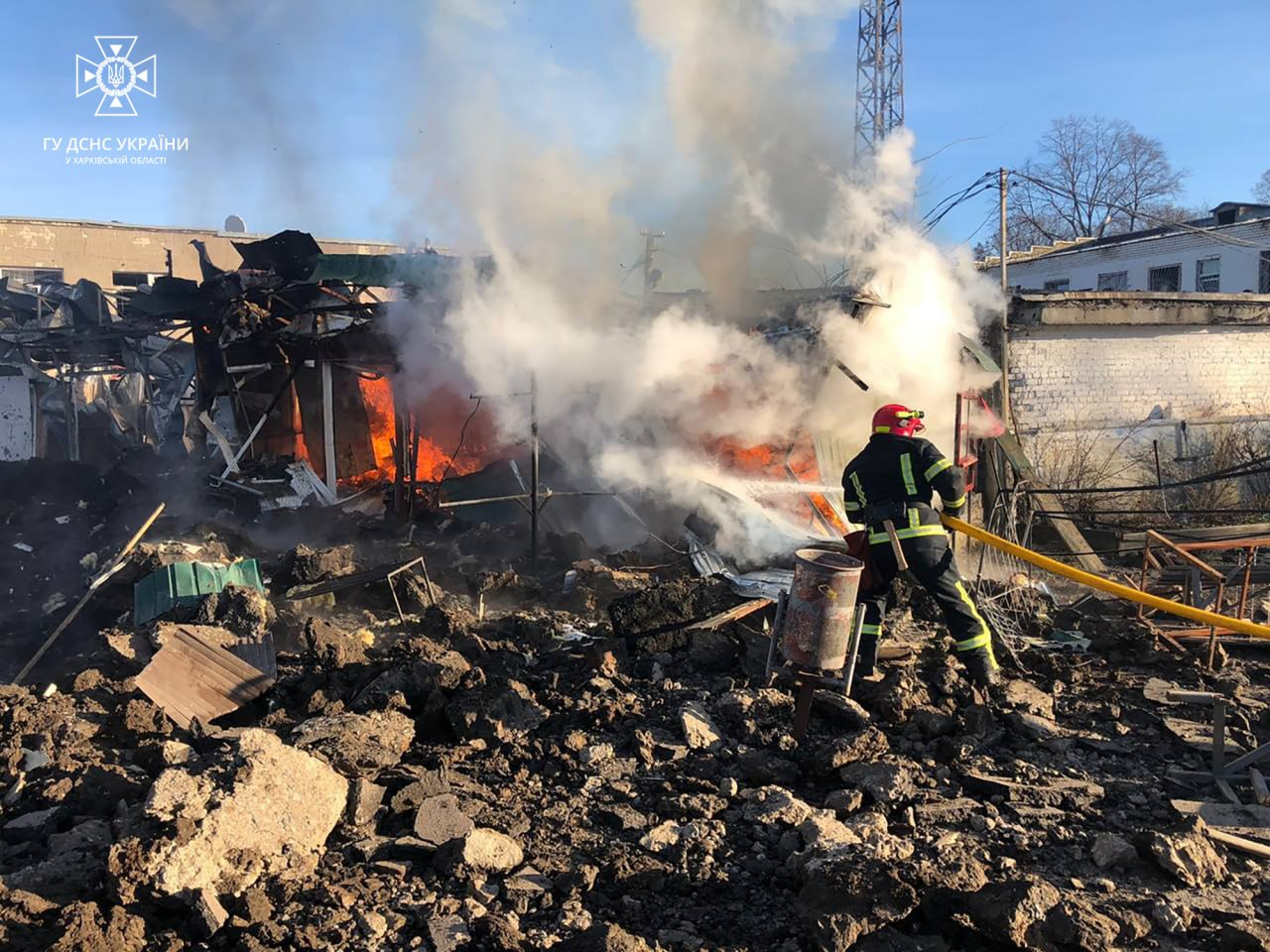
Рынок в Шевченково после обстрела 9 января

### 9 января
Российская армия нанесла ракетный удар по могильнику противокорабельных мин времен Второй мировой войны, залитых бетоном, в Очакове (Николаевская область). Взрывом были повреждены более 100 домов и ранены не менее 15 человек.
Российский обстрел Краматорска (двое погибших), рынка в посёлке Шевченково Харьковской области (двое погибших) и жилых кварталов Херсона (один погибший).

### 10 января
По информации украинской стороны, российские войска активизировали штурм города Соледар на востоке Украины, вынуждая ВСУ отражать атаки наёмников. Согласно сообщению Reuters, Министерство обороны Великобритании заявило, что российские войска и силы ЧВК Вагнер контролируют большую часть Соледара. Агентство со ссылкой на ВСУ отметило, что российские вооружённые силы за сутки нанесли 8 ракетных и 31 авиационных ударов, а также 63 удара из РСЗО. Reuters также сообщило об ударах по Харькову, Херсону, Краматорску и Очакову.

### 11 января
Министерство обороны России сообщило о назначении начальника Генерального штаба Валерия Герасимова новым командующим российской группировки войск на Украине. В ведомстве пояснили, что данное повышение уровня руководства связано с необходимостью организации более тесного взаимодействия между разными родами и видами войск, а также  расширением масштаба решаемых задач. Заместителями Герасимова на этом посту стали: бывший командующий группировкой войск на Украине Сергей Суровикин, главнокомандующий Сухопутными войсками Олег Салюков и замначальника Генштаба Алексей Ким.

### 13 января
Министерство обороны России заявило о взятии Соледара вечером 12 января. По сообщению ведомства, в ходе боёв за город подразделения ВДВ, совершив скрытый маневр, успешно сходу атаковали позиции противника, заняв господствующие высоты. По утверждению Минобороны РФ, взятие города даёт возможность перекрыть пути снабжения украинским военным подразделениям в Бахмуте.

### 14 января

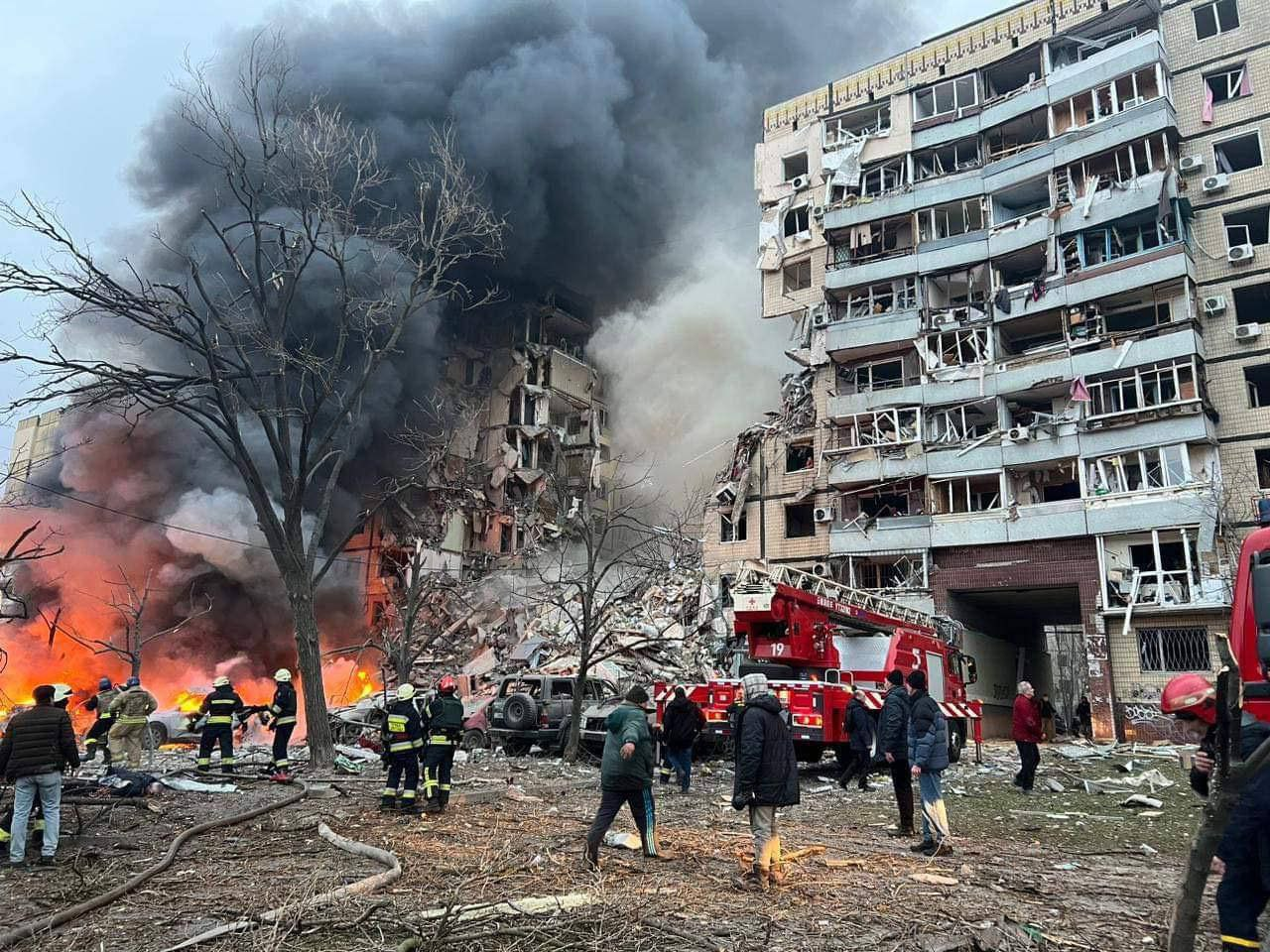
Дом в Днепре после ракетного удара

С утра Россия нанесла ракетные удары по Киеву, Харькову и Запорожью. В Киеве и Харькове целью, по данным властей, были объекты инфраструктуры. Спустя несколько часов, около 15:00, Россия нанесла массированный ракетный удар по украинским городам. Целью стала энергетическая и гражданская инфраструктура. Одна из ракет попала в жилой дом в городе Днепр. По состоянию на 19 января известно о 46 погибших и 80 раненых. Один человек погиб в Кривом Роге. Повреждены объекты энергетики в 6 областях Украины; Харьковская область была обесточена полностью. Кроме того, обломки ракеты упали в Молдавии. Командование Воздушных сил ВСУ сообщило, что всего по Украине было выпущено 38 ракет, из которых 25 сбиты.

### 26 января

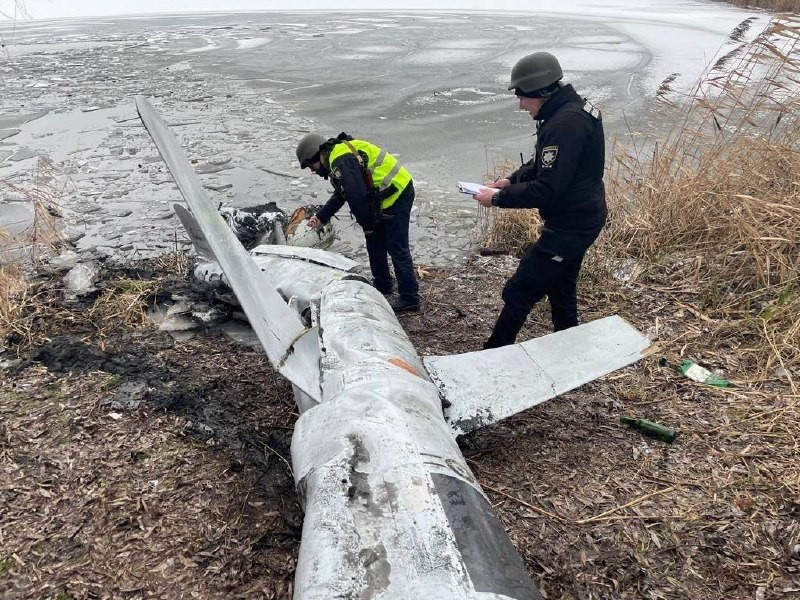
Сбитая ракета Х-55, извлечённая из озера в Киевской области

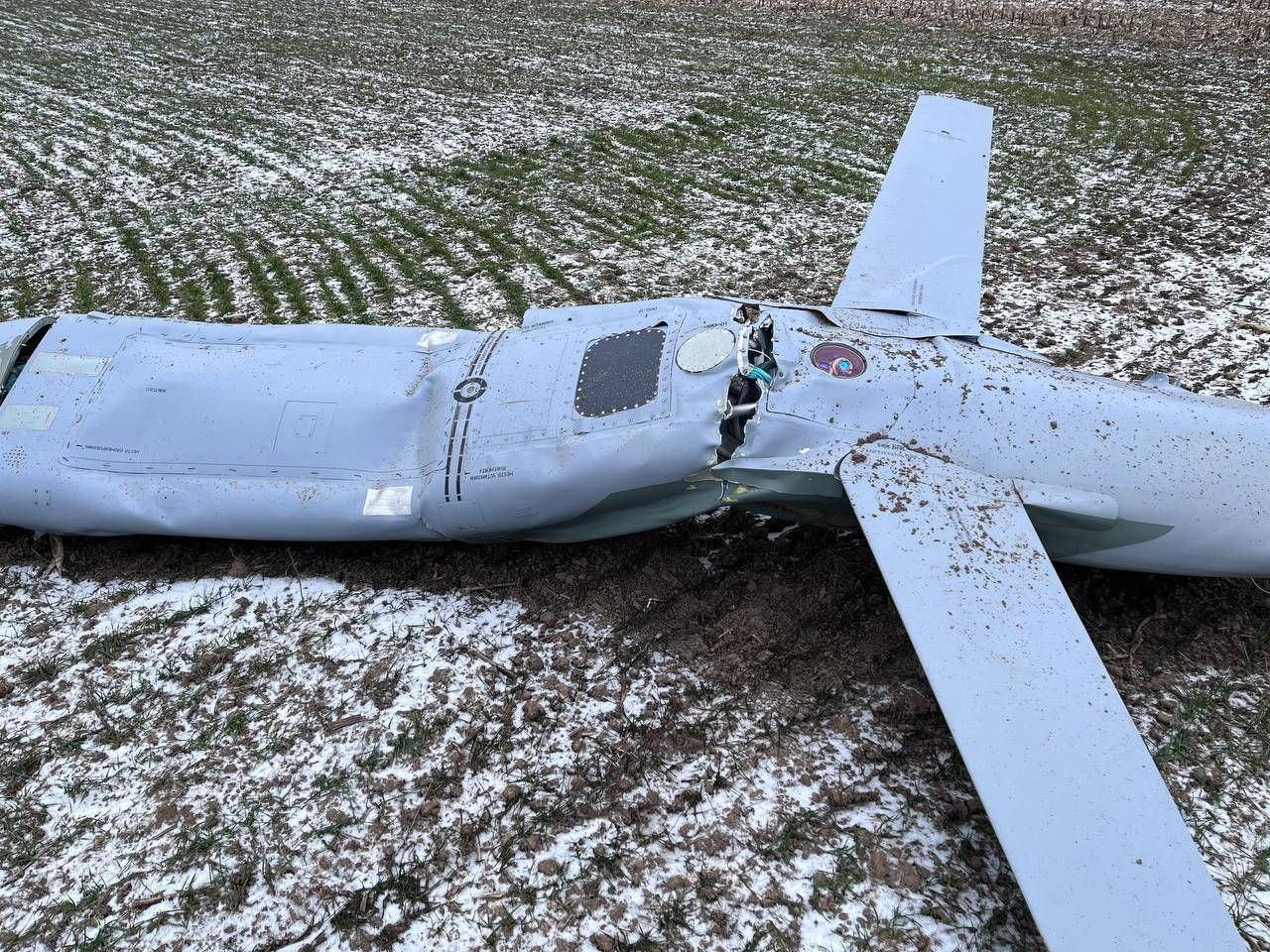
Сбитая ракета Х-101 на поле в Винницкой области

Очередной массированный российский удар по Украине. По данным Воздушного командования ВСУ, ночью с восточного берега Азовского моря по стране было запущено 24 беспилотника-камикадзе Shahed-136/131; все их удалось сбить (15 из них — над Киевской областью). После этого, утром, российская армия выпустила по Украине ракеты. Командующий ВСУ Валерий Залужный сообщил о 55 ракетах Х-101, Х-555, Х-47 «Кинжал», «Калибр» и Х-59. По его данным, 47 крылатых ракет были сбиты (в том числе 20 — в районе Киева); целей не достигли также 3 из 4 управляемых авиационных ракет Х-59. На следующее утро Генштаб ВСУ сообщил о 70 ракетах (включая 47 сбитых) и 18 дронах.
Повреждены два объекта энергетики в Одесской области, один в Киевской и один в Днепровском регионе; сообщается о попаданиях в Винницкой области. Сильнее всего пострадала Киевская область, где повреждены, среди прочего, частные и многоэтажные дома. Кроме того, были атакованы Николаевская, Житомирская и Днепропетровская области. В Киеве были взрывы в Днепровском районе и падение ракеты или её обломков в Голосеевском районе, где один человек погиб и двое были ранены. Всего по стране обстрелом убиты 11 человек и ранены ещё 11.